# Meenoplus fuscovenosus
Meenoplus fuscovenosus är en insektsart som först beskrevs av Jacobi 1917.  Meenoplus fuscovenosus ingår i släktet Meenoplus och familjen Meenoplidae. Inga underarter finns listade i Catalogue of Life.